# Ґергарт (граф Західної Фризії)
Ґергарт (фриз. Gerhart; д/н — 855/859) — граф Західної Фризії (Вестерго) в 839—855/859 роках.

## Життєпис
Походив з династії Радбода. Більшістю дослідників вважається старшим сином Герульфа Старшого, графа Західної Фризії. Перша письмова згадка відноситься до 822 року. Після зречення батька близько 834 року очолив графство.
Активно підтримував Людовика II у боротьбі з братами. Для зміцнення свого становища одружився з донькою графа Хамаланду, що межував з Західною Фризією. Водночас Ґергарт мусив боротися з нападами данів. Підтримував Фульдський, Верденський та Корвейський монастирі (уздовж річки Рейн).
Помер або загинув Ґергарт у 855 чи 859 року. Оскільки старший син Фолкгер відмовився від спадщини, а незабаром став ченцем Верденського монастиря, графство успадкував інший син Віґґінг.